# Vacuolo contrattile

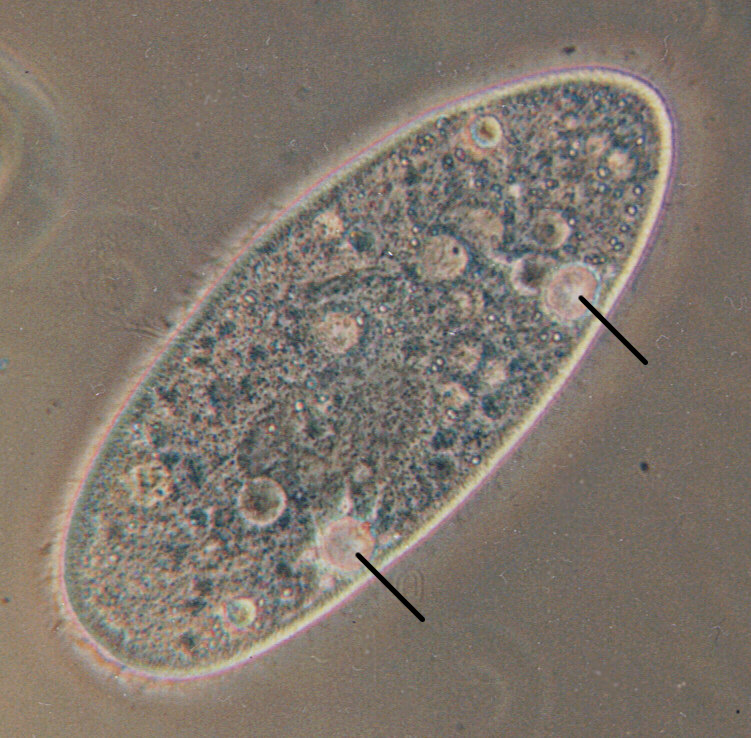
Il protozooo Paramecium aurelia con evidenziati i vacuoli contrattili

Il vacuolo contrattile (abbrev. V.C., noto anche come vacuolo pulsatile o pulsante) è un vacuolo coinvolto nella osmoregolazione. Si trova prevalentemente nei protozoi e nelle alghe unicellulari.
Il vacuolo contrattile pompa l'acqua in eccesso fuori dalla cellula. In ambienti d'acqua dolce la concentrazione dei soluti all'interno della cellula è superiore a quella esterna (cioè, l'ambiente è ipotonico). In queste condizioni l'acqua fluisce dall'ambiente nella cellula per osmosi. Il vacuolo contrattile serve come meccanismo di protezione che impedisce alla cellula di assorbire troppa acqua ed eventualmente esplodere.
Come suggerisce il nome, il vacuolo contrattile espelle l'acqua fuori dalla cellula contraendosi. La crescita (raccolta acqua) e contrazione (espulsione acqua) del V.C. sono periodici. Un ciclo richiede alcuni secondi, a seconda della specie e l'osmolarità dell'ambiente. La fase in cui l'acqua scorre nel V.C. si chiama diastole. La contrazione del V.C. e l'espulsione di acqua fuori della cellula si chiama sistole.
L'acqua fluisce sempre dall'esterno della cellula nel citoplasma, e solo allora dal citoplasma nel V.C.. Le specie che possiedono un V.C. lo usano sempre, anche in ambienti con alta concentrazione di soluti (ipertonici), dal momento che la cellula tende a fare sì che il suo citoplasma diventi ancora più iperosmotico rispetto all'ambiente. La quantità di acqua espulsa dalla cellula e la velocità di contrazione sono collegati all'osmolarità dell'ambiente. In ambienti iperosmotici viene espulsa meno acqua e il ciclo di contrazione è più lungo.